# Karl Staudinger (Illustrator)
Karl Staudinger (* 19. August 1905 in Nürnberg; † 18. August 1983 in Glonn oder Ebersberg) war ein deutscher Maler und Buchillustrator.

## Leben
Karl Staudinger studierte an der Kunstakademie in seiner Heimatstadt Nürnberg. Vornehmlich als Buchillustrator in Stuttgart aktiv, lebte Staudinger zuletzt in Glonn (Oberbayern).
Er ist nicht zu verwechseln mit dem Maler Karl Staudinger (1874–1962).

## Würdigung
Karl Staudinger zählt zu den wichtigsten Buchillustratoren der deutschen Nachkriegszeit, seine Zeichnungen entstanden vor allem in den 1940er- bis 1960er-Jahren. Staudingers Illustrationen zu Friedrich Dürrenmatts Der Richter und sein Henker der Erstausgabe von 1955 (Rowohlt) sind in die weiteren Nachdrucke übernommen worden (bis 2018).

„Hat man sich einmal mit seinen Zeichnungen befasst, so sind sie einfach unverkennbar: Er verstand es wie kaum einer, mit ganz wenigen Strichen das Charakteristische eines Menschen, vor allem eines Gesichts, auszudrücken, und er hatte es nicht nötig, mit dichten, unkontrollierten Strichlagen oder Schraffuren zu arbeiten.“

## Buchillustrationen (Auswahl)
Eine umfassende Bibliographie erschien im Nachruf von Hildegard Nägele:
- Hermann Missenharter: Und wenn Du in die Fremde gehst, so geh ich leis mit Dir. Cantz, Stuttgart (ca. 1943).
- Paul Albert: Mein Slowakei-Brevier. Cantz, Bad Cannstatt 1943.
- Carl Maria Holzapfel: Das musikalische Opfer. Cantz, Bad Cannstatt (ca. 1943/1944).
- Paul Albert: Stuttgarter Rhapsodie. Cantz, Bad Cannstatt (ca. 1943/1944).
- Erich Kästner: Bei Durchsicht meiner Bücher. Rowohlt, Stuttgart 1946.
- Heinrich Heine: Das Buch Le Grand. Gerd Hatje, Stuttgart 1946.
- E. T. A. Hoffmann: Der goldene Topf. Der Standpunkt, Stuttgart 1947.
- Ernst Kreuder: Schwebender Weg. Rowohlt, Stuttgart 1947.
- Guy de Maupassant: Die Maske. Desch, München 1947.
- Rolf Mayr: Die Menschenmühle. Schwann, Düsseldorf 1947.
- Walter Freiburger (Walter Jens): Das weiße Taschentuch. Hansischer Gildenverlag, Hamburg 1947.
- Claude Tillier: Schönblatt und Cornelius. Gerd Hatje/Janus, Stuttgart 1948.
- Hermann Linden: Das himmlische Fenster. Wolff, Flensburg 1948.
- Himmlische, irdische und höllische Liebe. Gerd Hatje/Janus, Stuttgart 1948
- Bertolt Brecht: Der Dreigroschenroman. Desch, München 1949.
- François Villon: Das große Testament. Gerd Hatje/Janus, Stuttgart und Zollikofer, St. Gallen 1949.
- Frank Thiess: Wir werden es nie wissen. Wolff, Flensburg 1949.
- Choderlos de Laclos: Gefährliche Liebschaften. Gerd Hatje/Janus, Stuttgart 1950.
- Johannes Sigleur: Unter schwarzer Flagge. Franckh, Stuttgart 1951.
- Fritz Schneider: Lebendige Funken. Corso, Stuttgart 1952.
- Simone de Beauvoir: Alle Menschen sind sterblich. Europäischer Buchklub, Stuttgart 1952.
- Fritz Mendax: Aus der Welt der Fälscher. Kohlhammer, Stuttgart 1953.
- Hans Friedrich Blunck: Frau Holle und die Kiebitze. Internationaler Universitätsverlag, Frankfurt 1954.
- Friedrich Dürrenmatt: Der Richter und sein Henker. Rowohlt, Hamburg 1955.
- Johannes Sigleur: Der Goldene Mast. Franckh, Stuttgart 1956.
- Paul Albert: Wilhelm Kraut, Leben und Lebenswerk. Baden-Württembergische Verlagsanstalt, Stuttgart 1956.
- Vorwiegend heiter. Europäischer Buchklub, Stuttgart 1956.
- Von Adam bis Adenauer, ein Anekdotenbrevier. Europäischer Buchklub, Stuttgart 1957.
- Almanach der Dame 1959. Woldemar Klein, Baden-Baden 1958.
- Hans Kasper: Das Blumenmädchen. Goverts, Stuttgart 1958.
- Hermann Mostar: Die Arche Mostar, von ihm selbst gezimmert. Goverts, Stuttgart 1959.
- Mal was andres. Europäischer Buchklub, Stuttgart 1959.
- Mark Twain: Heitere Geschichten. Horst Erdmann, Herrenalb 1959.
- Friedrich Herzfeld: Harfenton und Paukenschlag. Ullstein, Berlin 1960.
- Gerhard Schumann: Stachel-Beeren-Auslese. Jäckh/Silberburg, Stuttgart 1960.
- Ippolito Nievo: Pisana, oder die Bekenntnisse eines Achtzigjährigen. Europäischer Buchklub, Stuttgart 1960.
- William Thackeray: Aus den Tagebüchern des Charles J. Yellowplush. Schünemann, Bremen 1961.
- Vorwiegend heiter, neue Folge. Europäischer Buchklub, Stuttgart 1961.
- Kleines Handgepäck, eine Sammlung heiter-besinnlicher Prosa. Europäischer Buchklub, Stuttgart 1962.
- O. Henry: Unschuldsengel vom Broadway. Hundt, Hattingen 1962.
- Das beste Rezept, die schönsten Arztgeschichten. Mosaik, Hamburg 1964.
- Henry Fielding: Tom Jones. Mosaik, Hamburg 1965.
- En gros und en détail, eine Auswahl der schönsten Kaufmannsgeschichten. Mosaik, Hamburg 1966.
- Geh mir aus der Sonne, König. Südwest, München 1968.
- Truman Capote: Frühstück bei Tiffany. Rowohlt, Reinbek 1968.
- Wolfgang Neuss: Asyl im Domizil. Rowohlt, Reinbek 1968.
- Hans Demiron: Vier Fabeln. Scherpe, Krefeld 1972.